# Gernot Kellermayr
Gernot Kellermayr (* 5. April 1966 in Linz) ist ein ehemaliger österreichischer Zehnkämpfer.

## Leben
Bei den Leichtathletik-Europameisterschaften 1990 in Split kam er auf den 14. Platz, und bei den Olympischen Spielen 1992 in Barcelona wurde er Elfter.
1993 wurde er bei einer Trainingskontrolle positiv auf das anabole Steroid Stenolon getestet und wegen Dopings für vier Jahre gesperrt.
1989 wurde er österreichischer Meister. In der Halle wurde er 1990, 1991 und 1993 nationaler Meister im Siebenkampf und 1992 im 200-Meter-Lauf.
Gernot Kellermayr startete für den USV Vöcklabruck. Er wurde von Heimo Tiefenthaler und Siegfried Stark trainiert.

## Persönliche Bestleistungen
- Zehnkampf: 8320 Punkte, 30. Mai 1993, Götzis (österreichischer Rekord)
  - Siebenkampf (Halle): 5774 Punkte, 7. März 1993, Wien (ehemaliger österreichischer Rekord)
- 60 m: 6,82 s, 8. Februar 1992, Wien
- 100 m: 10,47 s, 29. Mai 1993, Götzis
- 200 m: 21,28 s, 3. Juli 1993, Feldkirch-Gisingen
  - Halle: 21,43 s, 23. Februar 1992, Wien
- 400 m: 47,56 s, 29. Mai 1993, Götzis
- 1500 m: 4:35,61 min, 29. August 1990, Split
- 60 m Hürden (Halle): 8,02 s, 28. Februar 1993, Wien
- 110 m Hürden: 14,12 s, 30. Mai 1993, Götzis
- Hochsprung: 1,96 m, 30. Mai 1993, Götzis
- Stabhochsprung: 5,00 m, 30. Mai 1993, Götzis
  - Halle: 4,90 m, 13. Februar 1993, Wien
- Weitsprung: 7,67 m, 30. Mai 1993, Götzis
  - Halle: 7,42 m, 27. Februar 1993, Wien
- Kugelstoßen: 15,14 m, 17. Juli 1993, St. Moritz
- Diskuswurf: 45,06 m, 6. August 1992, Barcelona
- Speerwurf: 58,86 m, 29. August 1990, Split